# Frank W. Benson
Frank Williamson Benson, född 20 mars 1858 i San Jose, Kalifornien, död 14 april 1911 i Redlands, Kalifornien, var en amerikansk republikansk politiker. Han var Oregons guvernör 1909–1910.
Benson utexaminerades från California Wesleyan College (numera University of the Pacific) och arbetade som advokat i Roseburg i Oregon. År 1907 efterträdde Benson Frank L. Dunbar som Oregons statssekreterare.
Guvernör George Earle Chamberlain avgick 1909 och efterträddes av Benson. År 1910 efterträddes han sedan i sin tur av Jay Bowerman. Benson avled 1911 och gravsattes i Roseburg.